# Анцио
А̀нцио (на италиански: Anzio) е град в провинция Рим, на 58 км южно от Рим, в италианския регион Лацио.
Към 2009 г. има население около 52 000 жители.
През римско време това място се казва Antium  е любим курорт, в който изискани римляни имат вили.
Анций е столица на волските до завладяването му от римляните през 468 г. пр. Хр. Цар на волските е Гней Марций Кориолан. По време на гражданската война Анций е на страната на Сула и е ограбен от войските на Марий през 87 г. пр. Хр.
През първата половина на 1944 година Анцио е в центъра на Битката при Анцио, при която американски войски извършват морски десант и изграждат крайбрежен плацдарм в обход на укрепената Линия „Густав“.
Прочути синове на града са:
- Гай Цезар Август Германик, (Калигула), от 37 до 41 г. император на Римската империя
- Нерон Клавдий Цезар Август Германик, (Нерон), от 54 до 68 г. император на Римската империя.